# Rafael Aburto
Rafael Aburto Renobales (Guecho, 2 de noviembre de 1913 - Madrid, 9 de marzo de 2014) fue un arquitecto español.

## Biografía
Nace el 2 de noviembre de 1913, en Guecho, Vizcaya. Perteneciente a una familia burguesa de Neguri, barrio de la localidad de Guecho en Vizcaya. Se trasladó a Madrid en 1930 a fin de prepararse para el ingreso en la Escuela de Arquitectura de Madrid, que logró en 1935. Durante su estancia en las aulas, prolongada hasta 1943, estableció lazos con aquellos que luego serían, como él, protagonistas de la transformación de la arquitectura española: Asís Cabrero, Miguel Fisac, y Coderch, especialmente.
Antes de finalizar sus estudios inició su colaboración con la Obra Sindical del Hogar (OSH), que duraría tres décadas. Obtuvo un segundo premio en el concurso para el nuevo estadio de Chamartín, en 1944, y otro en el concurso del Palacio de Deportes de Invierno de Barcelona, en 1947. Claro ejemplo del clasicismo de posguerra fue su Monumento a la Contrarreforma en 1948, de matices surrealistas y con Asís Cabrero como colaborador, y sobre todo, una de las grandes obras de transición hacia el moderno. Antes del premio obtenido en 1949 por el edificio de la Delegación Nacional de Sindicatos en Madrid, más conocido como Casa Sindical, galardón compartido con Asís Cabrero, había obtenido ya un segundo premio en el concurso para el nuevo estadio de Chamartín, en 1944, y otro en el concurso del Palacio de Deportes de Invierno de Barcelona, en 1947. Además, obtuvo el primer premio ex aequo en el concurso del Monumento a los Caídos de Madrid en el mismo 1949, y el segundo premio en el concurso para la basílica de Aránzazu en 1950. Dan cuenta de ello algunas de sus obras en el campo doméstico como son las viviendas experimentales de Villaverde o el grupo de Marcelo Usera. En la misma época también tuvo un estilo moderno expresado en las dos propuestas de catedrales, la de Madrid en 1950, con Cabrero, y la del concurso de San Salvador en 1953. Una obsesión por llenar planos que componen el espacio, decorativista y pictoricista, configura casi por completo la Bolera americana Niágara en 1953. Pero este pictoricismo intervino también en otras obras como, por ejemplo, en el edificio del Diario Pueblo en 1959. Aunque sea realmente en las viviendas de Neguri en 1966, la obra donde se convirtió verdaderamente en pictórico.
Destaca su presencia en las jornadas sobre arquitectura celebradas en Granada que concluyeron en el Manifiesto de la Alhambra. En la segunda mitad de los sesenta, Aburto ejerció durante siete años como profesor de Proyectos en la Escuela de Arquitectura de Madrid.
Murió en Madrid el 9 de marzo de 2014.

## Arquitectura
Es uno de los arquitectos que participó con su personalidad en la formación de la arquitectura modernista en España en la segunda mitad del siglo XX. Aburto hizo una búsqueda personal de un lenguaje propio y moderno, no directamente homólogo, turbio quizá desde el punto de vista disciplinar, expresivo y plástico, y en definitiva claramente moderno.
La compleja personalidad del arquitecto ayuda a explicar la difícil impresión que provocó.
La arquitectura de Aburto no consiste en el producto final del proyecto, sino en el recorrido que se realiza para llegar a él. Aburto se apropia de la arquitectura como un cauce más para una búsqueda personal que, afortunadamente, encuentra su expresión más clara en la pintura hacia el final de su carrera.
Fue uno de los grandes arquitectos de la primera generación de la posguerra que marcaron el modernismo arquitectónico de la época en España. Aburto cuenta con otro catálogo caracterizado por una serie de singularidades personales, que también se reflejan en una arquitectura un tanto inclasificable.
En este sentido, la absoluta indiferencia del arquitecto por su obra es importante no sólo en su valoración, sino también en un nivel más fundamental en cuanto a su conservación y documentación.
Este cambio en la imagen de Aburto está relacionado con la indiferencia que manifestó hacia sus intereses arquitectónicos. Su contemporaneidad y modernidad se basó en la raíz del proceso creativo íntimo más que en un intento homólogo basado en una comparación directa de sus manifestaciones directas.
Su camino avanza lentamente hacia la modernidad. Funcionalismo, organismo, racionalismo y muchos otros términos le eran indiferentes a Aburto. La arquitectura de Aburto no era fácil de clasificar.
El funcionalismo de Aburto nunca se mostró blanco y desnudo, sino que, desde sus primeros proyectos de la década de los cincuenta, apareció dotado –en gran medida por la influencia del Manifiesto de la Alhambra , sus textos sobre la abstracción arquitectónica y su componente expresionista– de una carga ornamental abstracta y pictórica.
Aburto protagonizó más tarde ciertos episodios brutalistas, pero también es contradictorio al albergar ciertas manifestaciones manieristas, cuestión ésta que el brutalismo venía a denunciar. Por eso, su decoración ocupará toda la fachada: la línea y la geometría neoplasticista.
Una primera mirada sobre la arquitectura construida o proyectada por Aburto muestra cierta dureza en la composición y una latente racionalidad fruto de la abstracción. Es necesario descubrir detrás de estas actitudes unas grandes dosis de sensibilidad, fruto sin duda de un minucioso y elaborado ejercicio proyectual. Existe una paradoja entre la tensión que exponen el racionalismo y el funcionalismo y la sensibilidad que esconde gran parte de esta arquitectura. Esta relación explica la inconsistencia que a menudo aparece.
La historia de su arquitectura, es la historia de su vida, es decir, su intento de integrar los acontecimientos que le rodean en su propio rompecabezas interior: no es un simple conglomerado de hechos conectados entre sí.
Aburto no sólo era un enigma para un observador externo, sino un enigma en sí mismo. Al final, fue necesario proyectar el yo, y para ello también encontró cauces adecuados. De hecho, el discurso de Aburto no fue más que su posición social y perspectiva personal. Su claridad interior afectó al mundo exterior, que no compartía. La vida de Aburto fue un ataque lento y constante a su intimidad, y luego la fue proyectando hacia el exterior.

### El Diario del Pueblo, 1959.
En abril de 1959, Rafael Aburto y Francisco de Asís Cabrero firmaron el anteproyecto de ampliación de la Casa Sindical, edificio que habían construido juntos diez años antes. En la fase final del proyecto, Cabrero asumió solo la ampliación y Rafael Aburto estuvo a cargo de la construcción de los edificios del Diario Pueblo y la imprenta Sindical.
El planteamiento del proyecto consistió en un edificio en continuidad con la dialéctica de la Casa Sindical. Aburto optó por convertirlo en un edificio de su tiempo; con la tecnología de principios de la década de 1960, pudo desarrollar una construcción con un programa complejo en un entorno urbano estresante. Responde a las necesidades del edificio con elegancia y acierto a través de un prisma de tensión y pureza sobre un zócalo neutro. Es en este prisma donde se manifiesta la genialidad de Aburto, que reinterpreta la fachada como una piel compleja y viva, compuesta de vidrio, metal y ladrillo combinados con una sombra mínima y sin desprendimientos, para enfatizar la pureza de la torre.
Aburto instaló las prensas y la maquinaria pesada en el sótano y oficinas y salas de redacción en la torre. La planta de acceso no solo se comunicaba verticalmente, sino también con las calles opuestas en una especie de planta de urbanización.
El conjunto constaba de un cuerpo bajo, a modo de zócalo, de dos plantas sobre rasante; una torre prismática de dimensiones 30 x 12 m, 10 pisos por encima de ella; y tres sótanos con una profundidad total de 20 m. La parte excavada tiene una luz de hasta 15 m. La torre tiene 11,25m de luces y mantiene un módulo de 3,75 m. Rafael Aburto diseñó un edificio con una estructura vertical organizado por funciones. En el sótano, que ocupa todo el espacio de la huella y la calle lateral Maestro Tellería, se encontraban las máquinas; en planta baja, acceso y dirección; y en la torre, la sala de prensa y el resto de las estancias. Justifica esta segmentación tripartita de la racionalidad más austera. Se instaló la maquinaria grande y pesada bajo rasante, manteniendo las fuertes vibraciones y ruidos fuera de las áreas de trabajo restantes. El piso 000 (piso más profundo) albergó el almacén de papel, imprentas y maquinaria pesada y estaba conectado a la rampa del sótano de la Casa Sindical; Los siguientes dos pisos, 00 y 0, fue el mundo de la producción de periódicos. Sobre los sótanos, a pie de calle, había un cuerpo de dos plantas que, a modo de gran zócalo, crea una continuidad visual con el edificio de los Sindicatos. Las áreas de control y acceso ya están contenidas en él. En el nivel de contacto con la vía de servicio se encontraba la zona de cierre y la zona de transporte de periódicos junto a la carretilla elevadora de rollos de papel. Arriba y expuesto a la plaza, la entrada principal y el gran salón.
De esta manera, el cuerpo del zócalo se convirtió en una bisagra entre la calle privada y la plaza de acceso, creando una especie de intersección de salidas y entradas. Rafael Aburto enfatiza esta situación al hacer transparentes las fachadas opuestas y permitir la comunicación visual y física entre las dos situaciones urbanas. La base, granítica y opaca, desaparecía en la entrada. Luego diseñó un gran muro metálico que, gracias a un sencillo sistema basculante, se transformaba en una marquesina que cubría todos los accesos. La mayoría de las veces, la pared de metal se levantaba y se abría, dejando que la plaza ingrese al edificio a través de una boca gigante. La rampa es otro elemento que determinaba la forma de entrar. Dicho elemento en sí ya es un proyecto, formando una lección de arquitectura de una manera que articula volúmenes. Desde la base, el edificio ha sido debilitado, alterado estructuralmente y creando un volumen pequeño. Las pantallas, soportes y vigas de hormigón se han convertido en una estructura de acero ligero en la torre. Fruto de esta ligereza, la fachada se volvió más fina como una membrana que envuelve el edificio, dibujando líneas y destacando sus rasgos tectónicos. Era una piel compuesta por materiales opacos y transparentes que luchan por mantener un estado coplanar para demostrar la pureza del prisma.
Aburto opta por el antagonismo y demostrar que el tiempo ha pasado. Sugirió un edificio sin más sombras que huecos en la entrada. Buscaba obsesivamente la planitud de las fachadas texturizadas, que no muestran el interior, sino que se insinuase. Así, la variación material de la fachada, entre la torre y el basamento, venía determinada simplemente por una línea virtual que separase el ladrillo visto de la base de granito.
La torre consta de diez pisos; en el proyecto original, los pisos 3 al 8 fue para funciones editoriales, administrativas y de gestión, el piso 9 de restaurante y el piso 10 fue el piso técnico. El prisma se volvió más sutil y poroso en las fachadas que iluminan bien el edificio y se volvía patrón, opaco y abstracto al ocultar los baños y las circulaciones verticales.
En el lado oeste del edificio, Rafael Aburto creó quizás uno de los alzados más extraños de la época. Equilibró la fachada ciega gracias a la transparencia de la entrada, que se retranquea del volumen de la torre, soportando la sombra que ésta proyecta al mediodía de la anterior. Creó un área de aproximación sombreada donde solo aparecía una línea horizontal de luz reflejada en la puerta 3 y aumentó el tiempo de aproximación colocando una rampa.
No estaba satisfecho con el diseño duro y sin huecos de la fachada oeste de la torre, y decidió sacudir el plano creando una tensión diagonal entre la cabecera del edificio (inscrito en el zócalo de granito) y el reloj (un metal artefacto colocado en la esquina superior izquierda de la torre). La ligereza del prisma y el peso de la base. La misma necesidad de incluir la oblicuidad en la rigidez ortogonal de un alzado plano se convirtió en tema de análisis en otros proyectos de la época, explorando las implicaciones de la percepción visual.
Aburto entendió que, por la proximidad física entre el diario Pueblo y el edificio de la Casa Sindical, y por la singularidad de los dos edificios, necesariamente se establecería una relación entre ellos. Pasaron diez años desde el proyecto de la Delegación Nacional, los tiempos cambiaron. 
La decisión de Aburto fue establecer un diálogo de contrarios, una dialéctica del proyecto. Los aspectos más destacados de dos soluciones concretas y de dos problemas que fueron diferentes en su función y tiempo, y se complementaron entre sí.
La Casa Sindical presentó una imagen de poderosa sencillez e inmensa presencia visual, con una cuadrícula de estilo italiano que arrojaba fuertes sombras en los huecos y reaccionaba a una trama estructural, más que a una pared. Frente a esta fachada gruesa, Aburto propuso una fachada que se vuelva delgada, sin significado estructural y sin sombras que distorsionen la pureza del prisma. Reconoció tácitamente un edificio ligero ubicado sobre una gran base. Lo duro y lo pesado en el suelo, lo ligero y lo etéreo en el cielo. Su fachada fue una capa de piel, entendida como un órgano vivo.
Aburto fue un claro y elegante contraste con la fachada de Casa Sindical. Introdujo un ritmo secuencial en líneas paralelas modeladas que interactuaban con la red estructural subyacente. Estas líneas compositivas no siempre correspondían a juntas tectónicas, sino que pertenecen al legado visual de Aburto, que ha repetido en otros proyectos, y que en este caso ayuda a enfatizar las plantas desenfrenadas como motivo de ligereza. Donde la fachada estaba cegada, el pentagrama vertical se hizo más evidente y es precisamente allí donde creaba una vibración diagonal equilibrada que enfatiza la composición cartesiana.

## Obras representativas
- Casa Sindical (actual Ministerio de Sanidad y Consumo) galardón compartido con Asís Cabrero, 1949 (primer premio)
- Monumento a los Caídos de Madrid, 1949 (primer premio ex aequo)
- Basílica de Aranzazu, 1950 (segundo premio)
- Viviendas experimentales de Villaverde, década de 1950
- Grupo de viviendas en la calle Marcelo Usera (junto a la Plaza de Fernández Ladreda), década de 1950
- Instituto en Elche, 1956
- Edificio del Diario Pueblo, 1959
- Viviendas en Neguri, 1966

## Premios y distinciones
- Nuevo estadio de Chamartín, en 1944 (segundo premio)
- Palacio de Deportes de Invierno de Barcelona, en 1947 (segundo premio)
- Basílica de Aranzazu, 1950 (segundo premio)